# 馬丁噴射背包
馬丁噴射背包是一種實驗性的飛機，由紐西蘭的馬丁飛機公司（Martin Aircraft Company）開發，在2008年7月29日於實驗飛機協會在美國威斯康辛州奧旭寇旭市舉辦的實驗飛機協會航空冒險者聚會中公佈，雖然產品名稱為「噴射背包」，但它卻不是使用噴射動力或火箭動力。這台飛機被聯邦航空總署歸類為實驗性超輕量飛機。
不同於以往的噴射背包，馬丁噴射背包是第一個被認為是可實用化的產品。它歷經27年的開發，使用汽油（高级汽油）引擎與兩具導風管扇來提供升力。理論上可達到每小時60英里的速度與海拔8000英尺的高度，油箱加滿油時約可飛行30分鐘。售價大約100,000美元。馬丁飛機公司計畫於2010年交付第一批噴射背包給10位顧客。

## 性能描述
馬丁噴射背包是垂直起降裝置，使用兩組導風管扇來提供升力。由2公升V-4活塞200匹馬力汽油引擎驅動。沒有位置乘坐，駕駛員必須把自己綁在上面。這台裝置太過沉重而不能背著走，所以不是一種背包型的裝置。它也不具噴射渦輪或火箭發動機，噴射在這裡的意思是指導風管扇提供了兩道噴射氣流。聯邦航空總署將它歸類於超輕量飛機。它和汽車使用同樣的汽油，所以相對便易於飛行，維護與操作成本也低於其他超輕量飛機。大部份的直升機需要尾部旋翼來抵銷轉矩，尾翼與鉸接主旋翼軸皆需要高額的製造與維護費用。噴射背包的轉矩由成對的風扇抵銷，沒有尾部旋翼、集合桿、鉸接旋翼軸、總距桿、腳踏板，這大大的簡化操縱。可以以單手來控制俯仰與滾翻，另一隻手控制偏航與節流。